# ORP Rybitwa (1919)
ORP Rybitwa – polski trałowiec redowy niemieckiego typu FM. Został zamówiony dla Kaiserliche Marine i wybudowany w stoczni Georga Seebecka w Geestemünde. Jednostkę zwodowano 6 lipca 1918 roku, a do służby pod nazwą FM 2 została wcielona 24 sierpnia 1918 roku. W niemieckiej flocie okręt służył do 10 marca 1920 roku. Trałowiec został następnie zakupiony z niemieckiego demobilu przez fińskie przedsiębiorstwo Hoffströms Skogsbyrå. Finowie zaproponowali zakup okrętu powstającej polskiej marynarce wojennej, która nabyła go wraz z trzema innymi bliźniaczymi jednostkami 24 września 1920 roku. Do służby został wcielony w marcu 1921 roku. Okręt służył w polskiej flocie do października 1931 roku. W tym okresie wykonywał zadania trałowe, a także pełnił rolę okrętu szkolnego. Był pierwszym z trzech okrętów o tej nazwie.

## Budowa, służba i przejęcie przez PMW
Pod koniec I wojny światowej niemiecka marynarka wojenna w celu wzmocnienia sił przeciwminowych zamówiła 66 trałowców nowego typu. Były to jednostki o niewielkiej wyporności wynoszącej 170 ton i zanurzeniu sięgającym 1,6 m, dzięki czemu mogły operować na wodach przybrzeżnych. Nowy typ został oznaczony skrótem FM (Flachgehende Minensuchboote), a każdy okręt w nazwie otrzymywał dodatkowo kolejny numer. Trałowce ze względu na niewielkie rozmiary były budowane w 21 stoczniach.
W publikacjach istnieją rozbieżności co do przyporządkowania konkretnych nazw, jednakże według najnowszej literatury „Rybitwa” była dawnym trałowcem FM 2. Trałowiec FM 2 zbudowano w stoczni Georga Seebecka w Geestemünde, pod numerem stoczniowym 413. Wodowanie okrętu odbyło się 6 lipca 1918 roku, a do służby w Kaiserliche Marine został wcielony 24 sierpnia 1918 roku. FM 2 służył w niemieckiej flocie do 10 marca 1920 roku, kiedy oficjalnie został skreślony z listy jednostek floty. Po zakończeniu działań wojennych okręt m.in. wraz z innymi jednostkami tego typu nabyła firma powiernicza Reichstreuhandgesellschaft. Następnie w połowie września od niemieckiej firmy trałowiec został zakupiony przez fińskie przedsiębiorstwo Hoffströms Skogsbyrå.
24 września 1920 został zakupiony przez Polskę razem z 3 innymi okrętami tego typu czyli ORP „Mewa”, ORP „Jaskółka”, ORP „Czajka”  i wszedł do polskiej służby 1 marca 1921 pod nazwą ORP „Rybitwa”. Do Gdańska jednostka pod tymczasową nazwą „Finlandia I” dotarła 12 lutego 1921 roku. Pierwszym dowódcą był por. mar. Bolesław Sokołowski. Przez 10 lat służby okręt był wykorzystywany do trałowania min na Zatoce Gdańskiej, a także do szkolenia specjalistów morskich. Na skutek zużycia, został wycofany ze służby w 1931 roku.

## Dowódcy okrętu
- por. mar. Bolesław Sokołowski
- por. mar. Czesław Wnorowski

## Opis konstrukcji
- wyposażenie trałowe: 2 komplety trałów kontaktowych